# Kupfermühle
Kupfermühle (Danese: Kobbermølle, entrambe le versioni significano "lamine di rame") è un villaggio situato a nord di Flensburgo nello Schleswig-Holstein, la regione più settentrionale della Germania. È frazione del comune di Harrislee.

## Geografia fisica
Si trova molto vicino al fiordo di Flensburgo ed è l'ultimo villaggio prima della frontiera tedesco-danese. 
Fino al 1920 Kupfermühle si trovava nella parrocchia di Bov fino a che il confine non la divise in due lasciando il villaggio nella parte tedesca, da quel momento si trova nel comune tedesco di Harrislee.

## Storia
Kupfermühle fu sede della prima industria dello Schleswig, naturalmente come lo dice il nome stesso per l'estrazione del rame. L'estrazione fu iniziata al tempo e per ordine del re Cristiano IV nel 1612 proprio per la produzione di rame la produzione continuo nei secoli contando ancora nel 1914 più di 200 lavoratori fino alla sua bancarotta nel 1962.
Durante il XVII secolo vennero costruite delle residenze per i lavoratori dell'industria del rame. In seguito queste costruzioni vennero chiamate nyboder visto che avevano diverse sembianze che facevano ricordare l'omonimo distretto di Copenaghen dove risiedono le costruzioni cristiane dell'epoca.

## Cultura
Il villaggio oggi ospita un museo sulla storia dell'estrazione del rame con numerose testimonianze e reperti.

## Società

### Lingue e dialetti
La vicinanza e la storia della zona fa sì che gran parte della popolazione residente a Kupfermühle appartenga a quella che viene chiamata la minoranza danese dello Schleswig meridionale. Una scuola danese chiamata appunto Kobbermølle Skole insegna ai suoi allievi in lingua danese ed è situata nella vicina frazione di Wassersleben.